# 石上七鞘
石上 七鞘（いしがみ ななさや、1947年1月17日 - ）は、日本の歴史学者、民俗学者。松蔭大学コミュニケーション文化学部日本文化コミュニケーション学科教授。文学博士。

## 経歴
1969年、國學院大学文学部文学科を卒業し、同大学院文学研究科に進む。1974年に研究科を修了。中京大学で文学博士号を取得した。
東京女学館大学国際教養学部国際教養学科教授・副学長・理事や帝京平成大学現代ライフ学部教授を経て、松蔭大学コミュニケーション文化学部長。

## 役職
- 教育文化学会（会長）
- NPO法人現代女性文化研究所理事[1]
- 民俗学研究所（所長）
- 上代文学研究所（所長）

## 賞歴
- 高崎正秀博士記念賞 - 2000年[4]

## 著書
単著
- 『水の伝承』新公論社、1979年
- 『古代伝承文芸序説』桜楓社、1980年
- 『日本の民俗伝承』蒼洋社、1986年
- 『化粧の民俗』1987年
- 『古代伝承文芸論』桜楓社、1999年
- 『十二支の民俗伝承』桜楓社、2003年
- 『日本の原点』マイナビ<マイナビ新書>、2011年10月

共著
- 『古代思想や吉田松陰の教えから考える松蔭大学の看護教育』（風岡たま代と共著）2015年3月
- 『8つの和ハーブ物語』産学社（平川美鶴と共著）、2015年4月

校注・解説
- 『神道大系神社編43 熊野三山』、1989年